# Waipio Acres
Waipio Acres és una concentració de població designada pel cens dels Estats Units a l'estat de Hawaii. Segons el cens del 2000 tenia 5.298 habitants.

## Demografia
Segons el cens del 2000, Waipio Acres tenia 5.298 habitants, 1.823 habitatges, i 1.292 famílies La densitat de població era de 1954,41 habitants per km².
Dels 1.823 habitatges en un 36,0% hi vivien nens de menys de 18 anys, en un 51,0% hi vivien parelles casades, en un 13,2% dones solteres, i en un 29,1% no eren unitats familiars. En el 21,9% dels habitatges hi vivien persones soles el 3,3% de les quals corresponia a persones de 65 anys o més que vivien soles. El nombre mitjà de persones vivint en cada habitatge era de 2,89 i el nombre mitjà de persones que vivien en cada família era de 3,41.
Per edats la població es repartia de la següent manera: un 27,2% tenia menys de 18 anys, un 10,2% entre 18 i 24, un 34,5% entre 25 i 44, un 19,1% de 45 a 64 i un 9,0% 65 anys o més.
L'edat mediana era de 32,4 anys. Per cada 100 dones hi havia 104,95 homes. Per cada 100 dones de 18 o més anys hi havia 101,83 homes.
La renda mediana per habitatge era de 49.594 $ i la renda mediana per família de 56.737 $. Els homes tenien una renda mediana de 36.923 $ mentre que les dones 24.913 $. La renda per capita de la població era de 19.251 $. Aproximadament el 9,8% de les famílies i el 10,6% de la població estaven per davall del llindar de pobresa.

## Poblacions més properes
El següent diagrama mostra les poblacions més properes.